# Orophotus indianus
Orophotus indianus là một loài ruồi trong họ Asilidae. Orophotus indianus được Joseph & Parui miêu tả năm 1997. Loài này phân bố ở miền Ấn Độ - Mã Lai.